# 本波斯塔
本波斯塔是葡萄牙布拉干萨区的一个堂区。总面积37.07平方公里，总人口712人，人口密度19.2人/平方公里。